# Либерален кемализъм
Либералният кемализъм представлява комбинация от кемализъм – основополагащата идеология на Турската република, и либерализъм, базиран на свободата.
Либералните кемалисти са хора от турски произход, обикновено бивши кемалисти или либерали, живеещи в Турция. Като цяло повечето либерални кемалисти също подкрепят идеи като секуларизъм, републиканизъм и реформизъм.
Либералният кемализъм обикновено е либерална мисъл и най-близката идеология е класическият либерализъм и културният либерализъм.

## Икономически идеи
Либералният кемализъм, за разлика от 6-те принципа на Мустафа Кемал Ататюрк, застъпва модела на пазарната икономика вместо етатизъм. При пазарна икономика решенията за инвестиции, производство и дистрибуция се основават на пазарното търсене и предлагане, а цените на стоките и услугите се определят в рамките на системата на свободни цени.

## Социални идеи

### Национализъм на Ататюрк
Либералният кемализъм защитава разбирането на Ататюрк за национализма в социалното поле. Разбирането на национализма е посочено в член 88 от Конституцията от 1924 г. и в принципите на Ататюрк и основава дефиницията на нация на културно и политическо единство, независимо от религията или расата.

### Поддържани идеи
Либералният кемализъм се застъпва за това, че всеки трябва да получи свобода на съвестта, убежденията и мисълта и подкрепя идеи като свобода на печата, свободна търговия, граждански права, индивидуализъм, светска държава и частна собственост.